# Thiago Alves (pallavolista)
Thiago Soares Alves (Porto Alegre, 26 luglio 1986) è un pallavolista brasiliano, schiacciatore dell'Índios Guarus.

## Carriera

### Club
La carriera di Thiago Alves inizia nel 1996 nelle giovanili del Grêmio Náutico União, quando inizia a dedicarsi alla pallavolo dopo aver praticato calcio a 5, calcio e judo. Nel campionato 2003-04 inizia la carriera professionistica debuttando in Superliga col Bento Gonçalves. Dopo aver disputato la Liga Nacional de Voleibol Masculino 2004 con l'On Line, centrando la promozione nella massima divisione brasiliana, nell'annata 2005-06 torna al Bento Gonçalves.
Nel campionato 2006-07 gioca con l'Unisul, mentre nel campionato seguente viene ingaggiato dal Cimed, dove gioca per tre stagioni e si aggiudica altrettante volte lo scudetto, oltre a una Coppa del Brasile e un Campionato Catarinense. Nella stagione 2010-11 passa al Sesi, con cui vince la Coppa San Paolo e il suo quarto scudetto consecutivo, prima di trasferirsi per la prima volta all'estero nella stagione seguente, quando approda ai giapponese dei Panasonic Panthers, in V.Premier League, con cui vince la Coppa dell'Imperatore e lo scudetto.
Torna a giocare in patria per il campionato 2012-13, ingaggiato dal RJX, con cui vince l'ennesimo scudetto: nel corso della stagione successiva, a causa dei problemi economici del suo club, nel frattempo rinominato RJ, va a giocare nella Voleybol 1. Ligi turca col Fenerbahçe per la seconda parte dell'annata. Nei due campionati successivi, torna a vestire rispettivamente le maglie dei Panasonic Panthers, nel 2014-15, e del Sesi, nel 2015-16. Nella stagione 2016-17 approda in Italia, ingaggiato dalla Callipo di Vibo Valentia, in Superlega, ma rientra immediatamente in Brasile già nella stagione seguente, difendendo i colori del VBCE, sempre nella massima divisione brasiliana.
Dopo un'operazione chirurgica alla spalla destra, gioca con l'APAN la Superliga Série B 2019, centrando la promozione in massima serie; tuttavia il suo rendimento nel club di Blumenau viene compromesso dalle difficoltà nel recupero dopo l'intervento: decide quindi di restare in divisione cadetta anche nell'annata seguente, giocando però con l'Índios Guarus, con cui riesce a migliorare il proprio rendimento e centra un'altra promozione in Superliga Série A, tornando quindi a disputare il torneo nella stagione 2020-21 col club di Guarulhos.

### Nazionale
Entra a far parte della nazionale under 19, con la quale di aggiudica il campionato sudamericano 2002 e il campionato mondiale 2003. Fa poi parte della nazionale under 21, con cui nel 2004 vince il campionato sudamericano e nel 2005 è finalista al campionato mondiale, dove viene premiato come miglior attaccante e miglior giocatore.
Nel 2007 entra a far parte della nazionale maggiore, vincendo la medaglia d'argento alla Coppa America, riuscendo a ripetersi anche nell'edizione successiva; nel 2009 vince la medaglia d'oro alla World League, al campionato sudamericano e alla Grand Champions Cup; nel 2010 vince nuovamente la World League.
Nell'estate del 2011 vince la medaglia d'oro ai XVI Giochi panamericani, la medaglia di bronzo alla XXVI Universiade e la seconda medaglia d'oro al campionato sudamericano. Conclude il ciclo olimpico con la medaglia d'argento ai Giochi della XXX Olimpiade di Londra, mentre un anno dopo si aggiudica la medaglia d'oro alla Grand Champions Cup, dove indossa per l'ultima volta la maglia verde-oro.

## Palmarès

### Club
- Campionato brasiliano: 5

2007-08, 2008-09, 2009-10, 2010-11, 2012-13
- Campionato giapponese: 1

2011-12
- Coppa del Brasile: 1

2007
- Coppa dell'Imperatore: 1

2011
- Campionato Catarinense: 1

2009
- Coppa San Paolo: 1

2010
- Challenge Cup: 1

2013-14

### Nazionale (competizioni minori)
- Campionato sudamericano under 21 2002
- Campionato mondiale under 21 2003
- Campionato sudamericano under 21 2004
- Campionato mondiale under 21 2005
- Coppa America 2007
- Coppa America 2008
- Giochi panamericani 2011
- Universiade 2011

### Premi individuali
- 2004 - Superliga: Atleta rivelazione
- 2005 - Campionato mondiale under 21: MVP
- 2005 - Campionato mondiale under 21: Miglior attaccante
- 2009 - Superliga: Miglior attaccante
- 2010 - Superliga: Miglior attaccante
- 2013 - Superliga Série A: MVP della finale